# Acords de la Taula Rodona de Polònia
Els Acords de la Taula Rodona de Polònia van ser unes converses dutes a terme a Varsòvia, Polònia, del 6 de febrer al 4 d'abril de 1989. El govern comunista va iniciar converses amb el sindicat Solidarność ("Solidaritat") i altres grups de l'oposició, en un intent de desactivar el creixent malestar social. Les conseqüències foren la celebració de les primeres eleccions generals lliures des de la Segona Guerra Mundial, el 4 de juny del mateix any, i la presa de possessió del sindicalista Tadeusz Mazowiecki com a Primer Ministre no comunista el 24 d'agost.